# ازناكن (أهل الغابة)
ازناكن هو دُوَّار يقع بجماعة آيت سيدي داود، إقليم الحوز، جهة مراكش آسفي في المملكة المغربية. ينتمي الدوّار لمشيخة أهل الغابة التي تضم 15 دوار. يقدر عدد سكانه بـ 165 نسمة حسب الإحصاء الرسمي للسكان والسكنى لسنة 2004.

## روابط خارجية
- البوابة الوطنية للجماعات الترابية
- المندوبية السامية للتخطيط